# Sibubut
Sibubut is een bestuurslaag in het regentschap Cirebon van de provincie West-Java, Indonesië. Sibubut telt 2548 inwoners (volkstelling 2010).